# Фатих (квартал в Есенлер)
„Фатих“ (на турски: Fatih) е квартал на Истанбул, разположен в околия Есенлер. Общата му площ е 0,51 км2. Според данни на Адресната система за регистриране на населението (ABPRS) към 2023 г. населението на „Фатих“ е 41 515 жители.